# Oriol Pallissó i Balanyà
Oriol Pallissó i Balanyà   (Montblanc, 1 de novembre de 1990) és un polític català, alcalde de Montblanc des del 2023 també fou diputat al Parlament de Catalunya des del desembre del 2022 a juny de 2024.

## Biografia
Graduat en relacions laborals per la Universitat de Barcelona ha treballat des de l'any 2014 com a tècnic de desenvolupament rural a l'organisme autònom de la Conca de Barberà (Concactiva). És militant d'Esquerra Republicana de Catalunya des de l'any 2015 i soci actiu d'Òmnium Cultural i de la Fundació Vicente Ferrer.
Ha estat regidor de l'Ajuntament de Montblanc del 2015 al 2023. L'any 2022 arran del nomenament com a president del Port de Barcelona del fins llavors diputat Lluís Salvadó, entra a la cambra catalana. El 2023 i després de les eleccions del maig, va establir un pacte amb els tres regidors del PDeCAT i l'únic regidor de la FIC que li van donar l'alcaldia.